# Frogholt
Frogholt est un hameau proche de Folkestone dans le district de Folkestone and Hythe, dans le comté du Kent, en Angleterre, sur les rives de la rivière Seabrook. Il y a huit maisons dans Frogholt. Le hameau fait partie d'une zone de conservation et se trouve très près des villages de Newington et Peene.
Une des maisons, Old Kent Cottage, a probablement été construite au XIVe siècle. Elle est réputée pour être la plus ancienne chaumière du Kent et aurait servi de refuge à l'archevêque Thomas Becket lors de sa rivalité avec Henri II, mais ceci est impossible à vérifier.